# Indián Casino
Az Indián Casino (Red Man’s Greed) a South Park című rajzfilmsorozat 103. része (a 7. évad 7. epizódja). Elsőként 2003. április 30-án sugározták az Amerikai Egyesült Államokban.

## Cselekmény
|  | Alább a cselekmény részletei következnek! |

A South Park-i lakosok és gyerekeik meglátogatnak egy amerikai őslakók által üzemeltetett kaszinót. Kyle apja, Gerald (akiről kiderül, hogy játékfüggő) hamar elveszíti minden pénzét és a házát is, de nem ő az egyetlen. Az őslakók megvásárolják az egész várost, mert azt tervezik, hogy lerombolják a házakat és autópályát építenek Denver felé – ezzel növelve a kaszinó bevételét.
A gyerekek azt tanácsolják szüleiknek, hogy gyűjtsenek össze minél több pénzt és próbáljanak szerencsét a kaszinóban, hiszen már úgy sincs vesztenivalójuk. A városiak ezt megfogadják és a rulettasztalon felteszik minden pénzüket. Hatalmas szerencsével sikerül nyerniük, de kapzsi módon folytatják a játékot és minden vagyonuk elúszik. Miközben a felnőttek eladják házaikat Stan, Kyle, Cartman és Kenny (valamint egy ismeretlen új srác, Alex) hasztalanul próbálják meggyőzni őket arról, érdemes harcolniuk. A fiúk egyedül szállnak szembe az őslakók buldózereivel, de a felnőttek hamarosan mégis csatlakoznak hozzájuk. A kaszinó tulajdonosának ezért új tervet kell kieszelnie a város elfoglalására.
Végül úgy dönt, meztelen kínaiak felhasználásával SARS-sal fertőz meg néhány takarót, melyeket aztán „nagylelkűen” a South Park-iaknak ajándékoz. A város lakói nemsokára mind megbetegednek, Stant kivéve. Stan a gyógymód megtalálása érdekében felkeres egy lakókocsiparkban élő bölcs öregembert, akinél egy zacskóból higítót szív, hogy látomásai támadjanak. Felfedezi, hogy a középosztálybeli fehér ember gyógyszere a SARS ellen a konzerv tyúkhúsleves, ecsetelő és Sprite használata. Stan gyorsan hazasiet és mindenkit meggyógyít a városban.
Mint kiderül, a törzsfőnök fia is megfertőződött, ezért a törzsfőnök elkeseredettségében lerohanja a várost, de megdöbbenve tapasztalja a lakosok gyors meggyógyulását. Arra kéri a South Park-iakat, gyógyítsák meg elsőszülött fiát, cserébe visszaadja nekik városukat. Alex összefoglalja az epizód tanulságát, mely szerint South Park nem csupán egy város, hanem egy közösség is. Amikor Stan megkérdezi Alextől, amúgy ki is ő valójában és Alex bevallja, vendégszereplő, Kyle dühösen elzavarja.

## Utalások
- A város lakói Pat Benatar „Love is a Battlefield” című dalát éneklik.
- A SARS-sal átitatott takarók esete utalás Pontiac törzsfőnök 1763-as lázadására, mely során a brit katonák himlővel fertőzött pokrócokat vittek az őslakóknak.
- Amikor a fiúk visszaemlékeznek a városban eltöltött „régi szép időkre”, a következő epizódokból láthatók részletek: Kákabélű, Rózsaszín szem, Mecha Streisand, Séf bácsi sózott csokigolyói, Észak és Dél és az Irattartó.

## Érdekességek
- Az epizódban szereplő Alex Glick ténylegesen létező személy, aki egy jótékonysági aukción nyert vendégszereplési jogot a sorozatba.[1]

## Külső hivatkozások
- Indián Casino Archiválva 2008. március 25-i dátummal a Wayback Machine-ben a South Park Studios hivatalos honlapon